# 栄町 (立川市)
栄町（さかえちょう）は、東京都立川市の町名。現行行政地名は栄町一丁目から栄町六丁目。郵便番号は、190-0003。

## 地理
立川市の中東部に位置する。北で幸町、東で国分寺市西町、南で国立市北及び立川市曙町、西で高松町及び泉町に隣接する。主に住宅地として利用される。

### 地価
住宅地の地価は2014年（平成26年）1月1日に公表された公示地価によれば栄町4丁目36番11の地点で23万1000円/m2となっている。

## 歴史
- 1963年（昭和38年） 北多摩郡砂川町（すながわまち）が立川市へ編入され、立川市砂川町（すながわちょう）となる。
- 1970年（昭和45年） 町名地番整理により、砂川町の一部を分割し、栄町一丁目 - 六丁目を設置。

## 世帯数と人口
2018年（平成30年）1月1日現在の世帯数と人口は以下の通りである。
| 丁目       | 世帯数    | 人口     |
| ---------- | --------- | -------- |
| 栄町一丁目 | 983世帯   | 1,997人  |
| 栄町二丁目 | 949世帯   | 2,396人  |
| 栄町三丁目 | 639世帯   | 1,448人  |
| 栄町四丁目 | 1,200世帯 | 2,354人  |
| 栄町五丁目 | 1,639世帯 | 3,364人  |
| 栄町六丁目 | 694世帯   | 1,506人  |
| 計         | 6,104世帯 | 13,065人 |

## 小・中学校の学区
市立小・中学校に通う場合、学区は以下の通りとなる。
| 丁目       | 番地                 | 小学校             | 中学校                 |
| ---------- | -------------------- | ------------------ | ---------------------- |
| 栄町一丁目 | 全域                 | 立川市立南砂小学校 | 立川市立立川第二中学校 |
| 栄町二丁目 | 1～43番地 47～69番地 | 立川市立南砂小学校 | 立川市立立川第二中学校 |
| 栄町二丁目 | その他               | 立川市立第八小学校 | 立川市立立川第六中学校 |
| 栄町三丁目 | 30～63番地           | 立川市立南砂小学校 | 立川市立立川第二中学校 |
| 栄町三丁目 | その他               | 立川市立第五小学校 | 立川市立立川第二中学校 |
| 栄町四丁目 | 1～43番地            | 立川市立第五小学校 | 立川市立立川第二中学校 |
| 栄町四丁目 | その他               | 立川市立第八小学校 | 立川市立立川第六中学校 |
| 栄町五丁目 | 全域                 | 立川市立第八小学校 | 立川市立立川第六中学校 |
| 栄町六丁目 | 全域                 | 立川市立第八小学校 | 立川市立立川第六中学校 |

## 交通
道路
- 東京都道16号立川所沢線（立川通り）
- 東京都道43号立川東大和線（芋窪街道）

## 施設
- 陸上自衛隊東立川駐屯地
- 航空自衛隊立川分屯基地
- 防衛装備庁航空装備研究所
- 都立立川ろう学校
- 立川市立南砂小学校
- 昭和第一学園高等学校
- 公社江ノ島道東住宅
- 立飛ビル
- さかえ会館（公民館）